# بورل الثاني
بورل الثاني (؟ - 993م) هو كونت برشلونة وجرندة وأوسونا منذ عام 945، وكونت أورغل منذ عام 948، وحتى وفاته في عام 993. تزوج في عام 967 من ليتغرادا، ابنة كونت تولوز، وقد رزق منها بصبيَّين وابنتين، هم ريموند بورل وريث برشلونة وإرمينغول الأول وريث أورغلأ، وإرمنيدغرادا وريشلدا. وقد تزوج بعد وفاة ليتغرادا سنة 986 بعامٍ واحدٍ من إيميرودا.
بدأ بممارسة سلطات الكونت للمرة الأولى خلال عهد أبيه سونير كونت برشلونة في عام 945، عندما عمل على تكريس كنيسة سانت بيري دي لِس بيولس للراهبات في برشلونة. تقاعد سونير عن شئون الحكم في عام 947 لينعزل ويعتكف في الأديرة، فأورث حكم الكونتية لكلا ولديه ميرو الأول وبورل، وقد ورث بورل كذلك حكم أورغل فيعام 948 من عمّه سونيفرد الثاني. توفّي أخيراً سونير والد بورل الثاني في عام 950، ثم توفي أخوه ميرو الذي كان يشاركه الحكم في عام 966، لينفرد بورل وحده بحكم أكثر من نصف كتالونيا القديمة، ولذلك اشتهر باسم "dux Gothiae" (دوق غوثيا)، وأما مصادره الخاصة فتسمّيه غالباً "comes et marchio" (كونت ماركويز).

## الحكم
لا تبدو سيرة بورل الثاني العسكرية ناجحة كثيراً، إذ إنَّه لم يخض سوى معركتين اثنتين، وخسر كليهما. وقد نهبت خلال عهده برشلونة على يد الخليفة المسلم محمد بن أبي عامر في عام 985. من جهةٍ أخرى فقد حقَّق بعض النجاحات على الصعيد الدبلوماسي، فقبل غارات المسلمين في ثمانينيات القرن التاسع الميلادي وكذلك قبل اشتباكه مع غارةٍ من الحكم المستنصر بالله عام 961، كان بورل قد أسَّس علاقاتٍ ودية مع الدولة الأموية في الأندلس، وكذلك أرسل مبعوثين لملوك الفرنجة. في عام 970، رحل إلى روما للقاء البابا جون الثالث عشر والإمبراطور أوتو الأول.
في عام 967 زار بورل الثاني دير أوريلاك في فرنسا، فطلب منه رئيس الدير أن يأخذ معه سلفستر الثاني (الذي أصبح البابا فيما بعد) معه إلى إسبانيا، كي يتعلَّم هناك علم الرياضيات، وقد درس سلفستر بالفعل في الفترة اللاحقة على يد الأسقف أوتو في فيتش، وكذلك في دير سانتا ماريا دي ريبوي القريب. كذلك اصطحبه بورل معه في رحلته إلى روما عام 970، والتي حثَّ خلالها البابا الإمبراطور أوتو على اتخاذ سلفستر معلِّماً لابنه البكر، والذي أصبح الإمبراطور أوتو الثاني.
في عام 985 شنَّ الخليفة المنصور بن أبي عامر هجوماً على برشلونة، تمكَّن خلاله من الاستيلاء عليها ونهبها، وأخذ منها الكثير من العبيد والأسرى. دفع ذلك بورل إلى إرسال استغاثةٍ للوثار ملك فرنسا، ورغم أن مصادر بورل تفيد بأن لوثار أصدر بالفعل الأوامر لإرسال الدعم، فإنَّه لم يكن قادراً بالواقع على تقديم يد المساعدة إلى الكونتية، وعلى ما يبدو أن الأمر كان مماثلاً في حالة أوغو كابيه، الذي وعد برول بالمساعدة في حال كان يفضِّل أن «يخضع للفرنجة عوضاً عن الإسماعيليّين»، لكن في كل الأحوال لم يكن أوغو قادراً بالحقيقة على أن يطلب من نبلائه إرسال حملةٍ إلى الجنوب للمساعدة. ليست هناك رسالة معروف ردَّ بها بورل على ابتزاز ملك الفرنجة، وقد توقَّف بعد ذلك الاتصال بين الكونتية والفرنجة. رغم ذلك، يعد المؤرخون الكتالانيون أن هذه هي المرحلة التي حازت فيها كتالونيا استقلاليَّتها وحكمها الذاتي، وقد احتفل بالفعل بألفية الاستقلال الكتالاني 1987.
بدءاً من عام 988 فصاعداً، أصبح ابنا بورل وهما إرمينغول وريموند بورل يتقاسمان حكم الدولة، حيث أصبح الأول كونت أورغل، والثاني كونت برشلونة وجرندة وأوسونا. أصيب بورل بالمرض في عام 993، وتوفي بعد بفترةٍ قصيرة.